# Sonnet du trou du cul
Le Sonnet du trou du cul est un poème composé par Paul Verlaine et Arthur Rimbaud en octobre 1871. Inclus dans l'Album zutique, il parodie Albert Mérat, qui déteste Rimbaud.

## Genèse
Dans une lettre de 1883 à Charles Morice, Verlaine s'affirme l'auteur des quatrains et ajoute que Rimbaud a écrit les tercets.
Le surtitre L'Idole fait allusion au recueil de sonnets publié par Mérat en 1869, qui sont autant de blasons du corps féminin.
Le 1er mai 1922, les Surréalistes publient le poème dans la revue Littérature. Feignant de s'interroger sur son auteur, ils demandent malicieusement aux lecteurs de les aider à l'identifier.

## Le poème
Obscur et froncé comme un œillet violet

Il respire, humblement tapi parmi la mousse

Humide encor d’amour qui suit la fuite douce

Des Fesses blanches jusqu’au cœur de son ourlet.

Des filaments pareils à des larmes de lait

Ont pleuré, sous le vent cruel qui les repousse,

À travers de petits caillots de marne rousse

Pour s’aller perdre où la pente les appelait.

Mon Rêve s’aboucha souvent à sa ventouse ;

Mon âme, du coït matériel jalouse,

En fit son larmier fauve et son nid de sanglots.

C’est l’olive pâmée, et la flûte câline,

C’est le tube où descend la céleste praline :

Chanaan féminin dans les moiteurs enclos !